# Хренніков Анатолій Сергійович
Анатолій Сергійович Хренніков (9 квітня (28 березня) 1881, місто Липецьк, тепер Липецької області, Російська Федерація — 24 жовтня 1951, місто Глухів Сумської області) — радянський вчений, селекціонер, директор ВНДІКО (1941-1944, в евакуації в с. Починки Горьківської області), заступник директора з наукової частини (1937-1941, 1945-1949) Глухівського Всесоюзного науково-дослідного інституту луб'яних рослин Сумської області. Професор (1949). Депутат Верховної Ради УРСР 2-го скликання (1947-1951).

## Життєпис
Навчався в Ново-Олександрійському інституті сільського господарства і лісоводства у російській частині Польщі (тепер — місто Пулави). За участь у студентському русі в 1904 році був виключений з третього курсу та відданий у солдати. Після закінчення військової служби поступив до Московського сільськогосподарського інституту, але навчання не продовжив. Змушений був переїхати до Санкт-Петербурга в пошуках роботи. Брав участь в революційних подіях 1905-1907 років, арештовувався царською поліцією за розповсюдження нелегальної літератури.
У 1907 році виїхав до Франції та Болгарії, де й перебував до вересня 1917 року. Закінчив Агрономічний інститут при Нантському університеті Франції, потім чотири роки працював науковим співробітником лабораторії прикладної ботаніки Агрономічного інституту в Нанті. Ще п'ять років працював у Болгарії: на Державній дослідній станції у місті Рущуку та завідувачем зразкового помістя і виноградних розсадників у Анхіало й Сливені.
З 1918 року — дільничний керівник Державного земельного фонду Тамбовської губернії, директор Красно-Іванівського радгоспу Тамбовської губернії, директор Тамбовського середнього сільськогосподарського училища.
З 1921 року зосередився на науковій роботі: завідував відділом полеводства Тамбовської сільськогосподарської дослідної станції й одночасно викладав на кафедрі фітопатології агрономічного факультету Тамбовського університету; керував відділом полеводства, обіймав посаду заступника директора з наукової частини Шатиловської обласної дослідної станції на Орловщині.
1932 року переїхав до міста Глухова, де працював завідувачем відділу (сектору) агротехніки й хімізації, заступником директора з наукової частини Глухівського Всесоюзного науково-дослідного інституту коноплі та, одночасно, завідувачем кафедри загального землеробства Глухівського сільськогосподарського інституту.
Під час німецько-радянської війни у 1941—1943 роках виконував обов'язки директора евакуйованого у  Починки Горьковської області РРФСР Глухівського Всесоюзного науково-дослідного інституту коноплі.
З 1943 року — заступник директора з наукової частини Глухівського Всесоюзного науково-дослідного інституту луб'яних рослин Сумської області.
Професор Хренніков розробив основи і рекомендації живлення конопель, технології вирощування їх у сівозміні, запровадження яких у практику сприяло нарощуванню виробництва волокна. Результати наукового пошуку вченого оприлюднені більше ніж у 300 працях. Обирався членом сесії технічних культур Всесоюзної академії сільськогосподарських наук імені Леніна, членом технічної ради Міністерства земельних справ СРСР.
Помер у 1951 (за іншими даними — 1953) році. Похований на Вознесенському цвинтарі міста Глухова.

## Нагороди
- два ордени «Знак Пошани» (16.03.1936, 23.01.1948)
- медаль «За доблесну працю у Великій Вітчизняній війні 1941—1945 років»
- медалі